# Elaphoglossum vittarioides
Elaphoglossum vittarioides är en träjonväxtart som beskrevs av John T. Mickel. Elaphoglossum vittarioides ingår i släktet Elaphoglossum och familjen Dryopteridaceae. Inga underarter finns listade.